# Inkohärenz
Das Adjektiv inkohärent, lat.: incohaerere, bedeutet nicht zusammenhängend. Man bezeichnet allgemein damit den inneren oder äußeren fehlenden Zusammenhang oder Nichtzusammenhalt von etwas.
In der Linguistik sind mit inkohärent im Allgemeinen Begriffe gemeint, die zwar im Sprachgebrauch (hier auch Fachvokabular) in Zusammenhang gestellt werden, aber in der benutzten Form nichts miteinander zu tun haben. Gerne werden augenscheinliche Gegensätze dann als inkohärent bezeichnet, wenn sie eigentlich keine Gegensätze sind, da sie unterschiedliche Bezüge haben.
Auch Verlust einer zusammenhängenden Ordnung von Denkabläufen als Ausdruck formaler Denkstörung.
Beispiel: einfach und schwer sind inkohärente Gegensätze. Kohärent sind leicht und schwer (Bezug auf das Gewicht) sowie einfach und schwierig (Bezug auf eine Arbeitsaufgabe).
In der Physik bedeutet inkohärent im Allgemeinen, dass zwei Wellen nicht kohärent sind.
In der Tontechnik versteht man unter inkohärent, dass die Stereosignale der beiden Kanäle keinen Bezug zueinander haben. Auch der Begriff „unkorreliert“ wird hierbei verwendet. Inkohärente Signale sind immer unkorreliert und korrelierte sind immer kohärent. Umgekehrt trifft dieses nicht allgemein zu.
In der Nachrichtentechnik versteht man unter inkohärentem Empfang, wenn zur Demodulation (Empfang) einer Nachricht die Frequenz und Phasenlage der zugehörigen Trägerfrequenz nicht notwendig ist.